# Neothyonidium
Neothyonidium is een geslacht van zeekomkommers uit de familie Phyllophoridae. De wetenschappelijke naam van het geslacht werd in 1938 voorgesteld door Elisabeth Deichmann.

## Soorten
- Neothyonidium armatum Pawson, 1965
- Neothyonidium dearmatum (Dendy & Hindle, 1907)
- Neothyonidium hawaiiense (Fisher, 1907)
- Neothyonidium inflatum (Sluiter, 1901)
- Neothyonidium intermedium (Koehler & Vaney, 1908)
- Neothyonidium minutum (Ohshima, 1915)
- Neothyonidium parvipedum Rowe, 1989
- Neothyonidium parvum (Ludwig, 1881)
- Neothyonidium spiniferum Liao & Pawson, 2001
- Neothyonidium vultur (Sluiter, 1914)